# Per finire ancora e altri fallimenti
Per finire ancora e altri fallimenti (titolo originale in francese: Pour finir encore et autres foirades e in inglese For to End Yet Again and Other Fizzles o solamente Fizzles) è una raccolta di 8 brevi prose di Samuel Beckett, pubblicate da Grove Press di New York, Éditions de Minuit di Parigi e John Calder di Londra nel 1976 e, in italiano, da Einaudi di Torino nel 1980.

## Ordine delle prose
L'ordine non coincide nelle varie edizioni:
| italiana                                        | francese                                    | inglese     | americana                          |
| ----------------------------------------------- | ------------------------------------------- | ----------- | ---------------------------------- |
| Per finire ancora                               | Pour finir encore                           | Fizzle I    | Fizzle VIII: For to End Yet Again  |
| Immobile                                        | Immobile                                    | Fizzle II   | Fizzle VII: Still                  |
| Fallimento I [È a testa nuda]                   | Foirade [Il est tête nue]                   | Fizzle III  | Fizzle I [He is barehead]          |
| Fallimento II [Horn veniva di notte]            | Foirade II [Horn venait la nuit]            | Fizzle IV   | Fizzle II [Horn came always]       |
| Fallimento III [Ho rinunciato prima di nascere] | Foirade III [J'ai renouncé avant de naître] | Fizzle VI   | Fizzle IV [I gave up before birth] |
| Fallimento IV [Vecchia terra]                   | Foirade IV [Vieille terre]                  | Fizzle VIII | Fizzle VI [Old earth]              |
| In lontananza un uccello                        | Au loin un oiseau                           | Fizzle V    | Fizzle III: Afar a Bird            |
| Vedersi (Fallimento V)                          | Se voir                                     | Fizzle VII  | Fizzle V [Closed place]            |

L'ordine dell'edizione americana è poi ripreso in The Complete Short Prose 1929-1989, a cura di S. E. Gontarski, Grove Press, New York 1995. L'edizione con le acqueforti di Jasper Johns è stato considerato uno dei libri di artisti più importanti della seconda metà del XX secolo.

## Edizioni
- Pour finir encore et autres foirades, Minuit, 1976
- For to End Yet Again and Other Fizzles, Calder, London 1976
- Fizzles, Grove Press, New York, 1976
- Fizzles, ed. bilingue inglese e francese, con 33 acqueforti di Jasper Johns, Petersburg Press, New York, 1976 [solo i 5 fallimenti senza titolo]
- Per finire ancora e altri fallimenti, in Racconti e teatro, trad. Edda Melon, Floriana Bossi, Carlo Fruttero e Franco Lucentini, collana "Einaudi Letteratura", Einaudi, Torino 1978; collana "Nuovi coralli", ivi, 1980
- Per finire ancora, Immobile, Fallimenti (I-V), In lontananza un uccello, in Racconti e prose brevi, a cura di Paolo Bertinetti, collana "Letture", Einaudi, Torino 2010